# Comuna Suhokliivka, Bobrîneț
Suhokliivka (în ucraineană Сугокліївка) este o comună în raionul Bobrîneț, regiunea Kirovohrad, Ucraina, formată din satele Borîsivka, Miudivka și Suhokliivka (reședința).

## Demografie
Componența lingvistică a comunei Suhokliivka
     Ucraineană (91,52%)
     Rusă (5,45%)
     Română (1,21%)
     Belarusă (1,06%)
     Alte limbi (0,3%)
Conform recensământului din 2001, majoritatea populației comunei Suhokliivka era vorbitoare de ucraineană (91,52%), existând în minoritate și vorbitori de rusă (5,45%), română (1,21%) și belarusă (1,06%).